# Non dimenticar le mie parole
Non dimenticar le mie parole è una canzone composta da Alfredo Bracchi e Giovanni D'Anzi che ebbe all'epoca gran successo che si è protratto negli anni a seguire con le numerose versioni di vari artisti.

## Descrizione
Non dimenticar le mie parole è una canzone d'amore ordinaria, il testo è triste e malinconico con la preghiera di lui a lei di non dimenticare. Tuttavia, il brano si caratterizza per il tipico stile saltellante o dondolante della sezione ritmica dello swing, nato in America negli anni 1920. Gradualmente questi brani di musica leggera avevano trovato una loro strada via etere, quella prima percorsa dall'opera e dalla musica classica. Nel decennio successivo la musica leggera, con la nascita del mercato degli apparecchi, dei dischi e dei giradischi, la diffusione delle radio nei luoghi pubblici, era divenuta sempre più popolare e il numero degli ascoltatori era aumentato gradualmente.